# Бруснікін Дмитро Володимирович
Дмитро Володимирович Бруснікін (́нар. 17 листопада 1957, Потсдам, НДР — пом. 9 серпня 2018, Москва, Росія) — радянський і російський актор і режисер театру і кіно, сценарист, театральний педагог, професор (з 2006 року); заслужений артист Росії (1993), заслужений діяч мистецтв Росії (2009).
Художній керівник Експериментального театрального центру нової драми «Практика» в Москві (з 3 травня по 9 серпня 2018 року).

## Біографія
Дмитро Бруснікін народився 17 листопада 1957 року в Потсдамі (НДР), в сім'ї військовослужбовця Володимира Михайловича Бруснікіна і його дружини Олександри Дмитрівни. У шкільному віці Дмитру довелося поміняти більше десяти середніх загальноосвітніх шкіл через переїздів сім'ї під час військової служби батька.
У 1974 році Дмитро вступив до Московського інституту електронної техніки (МІЕТ) в Зеленограді.
У 1975 році почав працювати в народному театрі під керівництвом режисера Л. А. Колчанова в Зеленограді.
У 1976 році з двома молодими акторами, що закінчили студію при народному театрі, відправився до Москви показуватися акторові і педагогу Віктору Коршунову.
У 1977 році взяв в інституті академічну відпустку і влаштувався працювати машиністом сцени в Театрі-студії кіноактора. У 1978 році подав документи до трьох театральних ЗВО Москви: Щепкінське і Щукінське училища та Школу-студію МХАТ — пройшов конкурс всюди, але зупинив свій вибір на школі-студії, де курс набирав Олег Єфремов.
Починаючи з другого курсу Бруснікін був зайнятий в спектаклях МХАТу, що йшли на Малій сцені театру, першою його роллю став Олександр Ілліч Ульянов у виставі «Шлях» (режисери В. Саркісов та А. Васильєв).
У 1982 році закінчив акторський факультет Школи-студії (інституту) імені Вол. І. Немировича-Данченка при МХАТі (керівник курсу — Олег Єфремов) і був прийнятий до трупи Московського Художнього театру імені А. П. Чехова .
Викладацьку діяльність почав асистентом у Школі-студії МХАТ відразу після її закінчення. З 1993 року був викладачем дисципліни «Акторська майстерність» . У 1999, 2003 і 2007 роках набирав курси як їх керівник разом зі своїм однокурсником Романом Козаком. Випускниками їх першого спільно набраного курсу стали Сергій Лазарєв, Дар'я Мороз, Олександра Урсуляк, Катерина Соломатіна, Дар'я Калмикова, Софія Ануфрієва
З 1991 року — член Спілки театральних діячів.
З 1999 по 2003 роки — член Вченої ради Школи-студії МХАТ.
У 2006 році Бруснікін став професором .
8 вересня 2009 року Дмитру Бруснікіну було присвоєно почесне звання «Заслужений діяч мистецтв Російської Федерації».
У 2015 році був призначений на посаду заступника художнього керівника Московського драматичного театру « Людина».
У 2015 році випускний курс Школи-студії МХАТ, ще під час навчання здобув популярність як «Майстерня Дмитра Бруснікіна». Тому він створив незалежний недержавний театр, зберігши назву «Майстерня Бруснікіна». Існуючи з тих пір в тісній співпраці з різними майданчиками (театр «Практика», Центр ім. Всеволода Мейєрхольда, Боярські палати тощо) і режисерами (Юрій Квятковський, Максим Діденко та ін.). Трупа театру — це випускники 2015 і 2019 років Школи-студії МХАТ.
3 травня 2018 року Департаментом культури міста Москви Бруснікін був призначений керівником Експериментального театрального центру нової драми « Практика» в Москві. 7 серпня 2018 року Департаментом культури міста Москви був призначений художнім керівником театру «Практика», а директором театру став Борис Мездріч.

### Особисте життя
- Дружина — Марина Станіславівна Бруснікіна (до шлюбу Сичова; нар. 9 лютого 1961 Москва), акторка, театральна режисерка і педагогиня, заслужена артистка Росії (2003), однокурсниця Дмитра по Школі-студії МХАТ (1978—1982)[15]. Одружилися студентами, 25 травня 1979 року.
  - Син — Філіп (нар. 21 червня 1983)[13].
    - Онук — Артем (нар.. 2011).
    - Онук — Дмитро (нар.. 2018).

### Смерть
9 серпня 2018 року Дмитро Брусникин помер на 61-му році життя в Москві .
За повідомленням інтернет-ресурсу «Федеральне агентство новин» «…останні два місяці Бруснікін лікувався від серцевої недостатності в Боткінській лікарні. Лікарі відзначали позитивну динаміку в лікуванні, а пацієнт відчував себе добре. Він не брав собі відпустку, вважаючи, що зможе перебороти хворобу, не полишаючи роботи. Однак напередодні стан здоров'я Бруснікіна різко погіршився» .
Церемонія прощання відбулася 13 серпня 2018 року в МХТ імені Чехова. Після громадянської панахиди пройшло відспівування в храмі Софії Премудрості Божої на Софійській набережній, похований на Троєкуровському кладовищі.

## Творчість

### Театральні роботи

#### Актор
Дипломні вистави
- «Дні Турбіних» за п'єсою Михайла Булгакова . Режисер: Микола Скорик — Олексій Турбін[13]

МХАТ і МХТ ім. А. П. Чехова
- 1982 — «Дні Турбіних» за п'єсою Михайла Булгакова. Режисер: Микола Скорик —  Олексій Турбін
- 1983 — «Бал при свічках» за романом М. А. Булгакова « Майстер і Маргарита ». Режисер: Володимир Прудкин —  Ієшуа ,  Воланд
- 1984 — «Друзі». Режисер: Геннадій Ялович —  Максим Горький
- 1985 — «Срібне весілля» за п'єсою Олександра Мішаріна « У зв'язку з переходом на нову роботу». Постановка Олега Єфремова —  Гей Олександр Ілліч
- 1990 — «Іванов» за п'єсою Антона Чехова. Постановка Про. Єфремова —  Іванов  (введення)
- 1991 — « Дядя Ваня » за п'єсою Антона Чехова. Постановка Про. Єфремова —  Астров  (введення)
- 1994 — «Новий американець» по роботах А. Марьямова і С. Довлатова. Режисер: Петро Штейн —  Сергій
- 1997 — « Три сестри » за п'єсою Антона Чехова. Постановка О. Єфремова —  Андрій Прозоров
- 2006 — «Річка з швидкою течією» Володимира Маканіна. Режисер: Марина Бруснікна —  Він
- 2018 — «Сонце сходить» за романом Максима Горького «На дні». Режисер: Віктор Рижаков

Театр Практика
- 2015 — «Black&Simpson». Режисери: Казимир Ліске та Іван Вирипаєв — Гектор Блек
- 2016 — «Чапаєв і Пустота» за романом Віктора Пєлєвіна. Режисер: Максим Діденко — Тимур Тимурович

#### Режисер
Театр-студія «Людина»
- 1988 — «В очікуванні Годо» за Семюелом Беккетом[13]

Московський Художній театр імені А. П. Чехова
- 1991 — «Платонов» Антона Чехова
- 1992 — «Плач в пригоршню» В. П. Гуркина
- 1996 — «Гроза» Олександра Островського
- 2012 — «Він в Аргентині» Людмили Петрушевської

#### Майстерня Дмитра Бруснікіна
- 2011 — «Це також я» (драматург Андрій Стадников)
- 2013 — «Біси»
- 2016 — «Нація» (разом з Юрієм Квятковським, Ольгою Привольновою та Андрієм Стадніковим)
- 2016 — «До і після» (драматург Михайло Дурненков)[24]
- 2017 — «Транссиб» (драматурги Андрій Стадников, Сергій Давидов, Олександра Лебедєва, Олена Шабаліна)
- 2018 — «Кульмінація» (за п'єсами Анастасії Букреєєвої, Ю. Поспелової, Дмитра Данилова, Костянтина Стешіка, С. Давидова, Рината Ташімова, Олега Михайлова, Олексія Житковського, Андрія Іванова та Ярослави Пулінович)[25]

### Фільмографія

#### Актор

##### Художні фільми та телесеріали
- 1984 — Загін — Сергій Нікітін
- 1985 — За покликом серця —  Григорій Зернов
- 1986 — Льотне пригода —  Віктор Росанн, інженер авіації
- 1994 — Прохиндіада 2 —  гравець в гольф, діловий партнер
- 1994 — Петербурзькі таємниці —  Дмитро Платонович Шадурський, князь
- 1998 — Чехов і К° (серія № 1 «Свята простота» / серія № 6 «тапером» / серія № 10 «Помста жінки») —  Олександр, син батька Сави Жезлова, адвокат / письменник / доктор
- 1999 — Розв'язка Петербурзьких таємниць —  Дмитро Платонович Шадурський, князь
- 1999 — Д. Д. Д. Досьє детектива Дубровського — Олександр Невєров, кандидат в президенти РФ, депутат Державної думи / двійник Невєрова
- 2000 — Марш Турецького (фільм № 2 «Убити ворона») —  Євген Манченко, член уряду
- 2001 — Сищики (фільм № 3 «Оливкове дерево») —  Олексій Гардин
- 2001 — Зупинка на вимогу 2 —  Петро Волоцький, капітан корабля
- 2001 — Не покидай мене, любов —  Влад
- 2001 — Громадянин начальник (серії № 6-11, 15) —  Степан Петрович Овсов, хірург, один слідчого прокуратури Павла Пафнутьева
- 2002 — Підмосковна елегія —  Андрій Сергійович Черкаський, батько Лялі і Віктора
- 2003 — Сищики 2 (фільм № 6 «Таємниця осіннього лісу») —  Олександр Григорович Стужін
- 2003 — Вогнеборці —  Рустамов
- 2003 — Інструктор —  Забродов
- 2004 — Місце під сонцем —  Баринов, депутат
- 2004 — Джек-пот для Попелюшки —  Ярославцев
- 2005 — Навіжена —  Мирослав Сташевський, товариш Ксенії
- 2005 — Найкрасивіша —  Георгій Михайлович (Гоша)
- 2006 — Щастя за рецептом —  Дмитро Воронцов, документаліст
- 2006 — Рекламна пауза —  Хохловський
- 2007 — Любов на вістрі ножа —  батько журналіста Олександра Логінова
- 2007 —  2010 — Закон і порядок: Відділ оперативних розслідувань (сезони 1-4) —  Анатолій Іванович Сєдих, полковник, начальник відділу оперативних розслідувань
- 2008 — Найкрасивіша 2 —  Георгій Михайлович (Гоша)
- 2010 — Застиглі депеші —  Олексій Гнатович Аргунов, генерал-лейтенант
- 2010 — Російський шоколад —  Павло Свєтлов, бізнесмен
- 2012 — Нерівний шлюб —  Султан Бако, власник клубу
- 2013 — Вир чужих бажань —  Олександр Веніамінович Шмідт, ректор інституту, вчений
- 2014 — Метод Фрейда 2 (серія № 11) —  Петро Петрович Никифоров, прокурор Антарского району, товариш В'ячеслава Галчанского
- 2016 — Таємнича пристрасть —  Березкін, письменник  (прототип — Михайло Кузьмич Луконін)
- 2017 — Ополонка —  президент
- 2017 — Нерівний шлюб — Султан

##### Телеспектаклі
- 1983 — Героїні п'єс Олександра Островського («Гроза» / «Без вини винуваті») — Борис, племінник Савела Прокоповича Дикого / Ніл Стратонич Дудукін, богатый барин
- 1986 — Шлях — Олександр Ілліч Ульянов, революціонер-народоволець, старший брат Володимира Ілліча Ульянова (Леніна)
- 1987 — Братик, люби революцію! — Михайло Строєв, прапорщик, артиллерист
- 1991 — Рудольфіо — Рудольф

#### Режисер
- 1998 — Чехов і К°
- 2001 — Соломія
- 2003 — Сищики 2
- 2004 — МУР є МУР
- 2005 — МУР є МУР 2
- 2005 — МУР є МУР 3
- 2005 — Найкрасивіша
- 2006 — Щастя за рецептом
- 2007 — 2010 — Закон і порядок: Відділ оперативних розслідувань
- 2007 — Оплачено смертю
- 2012 — Бігль
- 2012 — Віддам дружину в хороші руки
- 2013 — Месник
- 2016 — Шукач
- 2018 — Шукач 2
- 2018 — Шукач 3

#### Сценарист
- 1998 — Чехов і К°

## Визнання

### Державні нагороди
- 1993 — почесне звання «Заслужений артист Російської Федерації» — за заслуги в галузі театрального мистецтва[5] .
- 1998 — Орден Дружби — за багаторічну плідну діяльність у галузі театрального мистецтва та з нагоди 100-річчям Московського Художнього академічного театру[26] .
- 2009 — почесне звання «Заслужений діяч мистецтв Російської Федерації» — за заслуги в галузі мистецтва[6] .
- 2018 — Подяка Президента Російської Федерації — за заслуги в розвитку вітчизняної культури і мистецтва, багаторічну плідну діяльність[27]

### Нагороди суб'єктів Російської Федерації
- 2015 — лауреат премії міста Москви 2015 року в галузі літератури і мистецтва в номінації « Театральне мистецтво» — «за багаторічну плідну діяльність з підготовки акторів — майстрів сценічного мистецтва»[16][28][29] .

### Громадські нагороди
- 2007 — срібний пам'ятний знак «Чайка» Московського Художнього театру (МХТ) імені А. П. Чехова на честь 109-ї річниці з дня відкриття театру — «за 25 років служіння театру»[30][31].
- 2013 — лауреат премії Олега Табакова — «за повернення на сцену Художнього театру мистецтва одного з найглибших і оригінальних драматургів сучасності — Людмили Петрушевської („Він в Аргентині“)»[16] .
- 2015 — лауреат премії журналу «Сноб» «Зроблено в Росії — 2015» у номінації «Театр» — «за успіхи в навчанні та випуску курсу в Школі-студії МХАТ»[16] .
- 2017 — золотий пам'ятний знак «Чайка» Московського Художнього театру (МХТ) імені А. П. Чехова на честь 119-ї річниці з дня відкриття театру — «за 35 років служіння театру»[32].
- 2019 — лауреат (посмертно) Міжнародної премії Станіславського в області театральної педагогіки — «за безцінний внесок у розвиток російської акторської школи і розвиток сучасного театру, а також виховання цілої плеяди молодих талановитих акторів»[33] .

## Ушанування пам'яті
У жовтні 2019 року Міжнародний фестиваль-школа сучасного мистецтва «Територія», Московський музей сучасного мистецтва (MMOMA) і «Майстерня Бруснікіна» підготували спеціальний проєкт, присвячений пам'яті Бруснікіна, — виставку «Людина розміром з будинок» в Освітньому центрі MMOMA. Проєкт також увійшов до програми першого в історії «Фестивалю документального театру імені Дмитра Бруснікіна» (BRUSFEST), організованого театром «Практика» та «Майстерні Бруснікіна». За цю виставку Ксенія Перетрухіна отримала премію «Інновація» в номінації «Куратор року» (виставка «Людина розміром з будинок» пам'яті Дмитра Бруснікіна, Московський музей сучасного мистецтва) .